# Cymadusa uncinata
Cymadusa uncinata is een vlokreeftensoort uit de familie van de Ampithoidae. De wetenschappelijke naam van de soort is voor het eerst geldig gepubliceerd in 1912 door Stout.